# Djeddah
Pour les articles homonymes, voir Jedda.
Jeddah (en arabe : جدّة, Jidda, /ˈdʒɪd.da/), souvent translittéré Djedda, parfois Djeddah ou Gedda, est la deuxième ville d'Arabie saoudite, située sur les bords de la mer Rouge. C’est aussi un grand centre de commerce.
Djeddah est considérée comme la porte des lieux saints de La Mecque et de Médine depuis 647, lorsque le calife Othmân ibn Affân transforme ce qui était un petit village de pêcheurs en place stratégique pour le commerce maritime et le transport des fidèles venus effectuer le pèlerinage. La partie ancienne de la ville est classée au patrimoine mondial de l'UNESCO depuis 2014 sous la dénomination « Ville historique de Djeddah, la porte de La Mecque ». Le jet d'eau du roi Fahd, haut de 312 mètres, est le plus haut jet d'eau du monde. La tour de Djeddah est un projet de gratte-ciel de plus de 1 000 m, destiné à devenir le plus haut du monde, dont la construction commencée en 2013 est à l'arrêt.

## Étymologie
L'origine du nom de la ville de Djeddah a plusieurs explications. La première suppose que Djeddah vient du nom du chef du clan Quda'a, « Jeddah Ibn Helwaan Al-Qudaa'iy ». La seconde explication, et la plus communément admise, suppose que le nom de la ville est un dérivé de « Jaddah », c'est-à-dire la « grand-mère » en arabe. Ce nom viendrait du fait qu’Ève, considérée comme la grand-mère de l'Humanité, serait enterrée à Djeddah. Si l'existence de ce tombeau n'a jamais été prouvée, des inscriptions à l'entrée du cimetière où il est entreposé font état de sa présence. La sépulture supposée d'Ève est cependant scellée depuis 1975 afin d'éviter que l’endroit ne devienne source d'idolâtrie, un péché dans l'islam,.
La transcription du nom Djeddah en alphabet latin suppose plusieurs orthographes. Ainsi, sur une carte en français de 1827, le nom de la localité est orthographié Gedda. En 2008, le consulat général de France et les autres représentations francophones de la ville écrivent Djeddah. Cependant, en France, le ministère des Affaires étrangères recommande « Djedda ». En anglais, les autorités britanniques utilisent jusqu’en 2007 la graphie Jedda, mais sont passées depuis lors à Jeddah, graphie qui se retrouve aussi dans les documents officiels saoudiens.

## Histoire

### Période pré-islamique
Les excavations de la vieille ville d'Al-Balad suggèrent qu'à l’aube de l'ère des Omeyyades au VIIe siècle, la tribu yéménite Quada (بني قضاعة) fonde un village de pêcheurs après avoir quitté le Yémen central pour se rendre à La Mecque. Ce mouvement migratoire aurait été causé par la rupture du barrage de Marib dans la région d’origine de ce peuple.
D’autres études archéologiques ont montré que la zone était déjà peuplée pendant l’âge de pierre, à la suite de la découverte d’écritures Thamudi dans le Wadi Briman (وادي بريمان), à l’ouest de la ville, et le Wadi Boweb (وادي بويب), au nord-ouest. 
En 702 le royaume d'Aksoum occupe le port de Djedda afin de tenter l'invasion du Hedjaz.

### Califat des Rachidoune
La période des Califes Bien guidés (اَلْخِلَافَةُ ٱلرَّاشِدَةُ) qui suit la mort de Mahomet en 632 conduit Djeddah à se développer. L'avènement de l'Islam et l’établissement du pèlerinage à La Mecque comme un pilier obligatoire de l'Islam transforme ce port de pêcheur en porte des lieux saints de La Mecque et de Médine où transitent les pèlerins. Cette transformation s'opère sous le règne de Othmân ibn Affân (عثمان بن عفان بن أبي العاص بن أمية) avec le développement des infrastructures d'accueil des pèlerins. Le troisième calife fait de la ville, le port officiel de La Mecque en 647. Djeddah devient alors une ville dynamique et fait l'objet de nombreuses conquêtes,.

### Califat fatimide
En 969, la Dynastie chiite Fatimide prend le contrôle de la côte ouest de la péninsule arabique et envahit Djeddah. Depuis l'Égypte, le califat chiite prend possession des territoires côtiers de la Méditerranée et de la mer Rouge entre l'actuelle Algérie, foyer du califat et l'Arabie saoudite. La province du Hedjaz et Djeddah est soumise à ce califat durant près de 200 ans pendant lesquels la ville devient un centre économique important. Le califat inclut le port de Djeddah dans sa stratégie diplomatique et de développement économique en lien avec l'océan Indien, ce qui offre une nouvelle dimension économique à Djeddah qui revêtait auparavant une vocation exclusivement religieuse. 

### Empire ayyoubide
Saladin est le premier dirigeant de la Dynastie Ayyoubide qui met un terme à un califat chiite fatimide agonisant en 1170. À partir de sa prise de pouvoir au Caire, il étend ses conquêtes de Jérusalem au Yémen ainsi que dans la province du Hedjaz, et par là même Djeddah. Ces conquêtes s'inscrivent dans un vaste objectif d'unification des territoires musulmans mais aussi de contre-attaque des invasions franques qui se multiplient dans la région. Saladin étend la politique de fondation des écoles juridiques (madrasas), destinée à la formation des cadres du nouvel État. S'il entreprend durant son règne de mener la guerre sainte dans la région moyen-orientale, il tient à ne pas persécuter les fidèles des autres religions. De cette manière, la région peut bénéficier durant cette période d'une certaine prospérité culturelle et économique. À la mort de Saladin en 1193, le sultanat se divise en quatre branches et se délite progressivement jusqu’en 1260.

### Sultanat Mamelouk
La septième croisade donne aux Mamelouks l'opportunité de se substituer au pouvoir de la dynastie Ayyoubie affaiblie par les divisions. En 1254, le Hedjaz bascule et passe sous contrôle mamelouk. Alors que la zone d'influence du sultanat Mamelouk s'étend à l'Égypte, Djeddah devient la place stratégique de commerce dans l'océan Indien grâce à son positionnement sur la mer Rouge. Mais le sultanat mamelouk doit faire face aux incursions navales des Portugais qui tentent de prendre le contrôle de la route des épices. Dans les années 1500, l'empire mamelouk ne peut plus faire face à ces attaques. Il contracte alors une alliance avec l'empire Ottoman pour contrer les charges portugaises.
Entre 1505 et 1517, Djeddah est le théâtre d'affrontements entre l'alliance islamique ottomane-mamelouke et les Portugais. Ces derniers ont pour objectif de prendre les lieux saints de La Mecque et de Médine et de les faire passer sous domination chrétienne. Djeddah est fortifiée et se retrouve protégée des invasions européennes.

### Empire ottoman

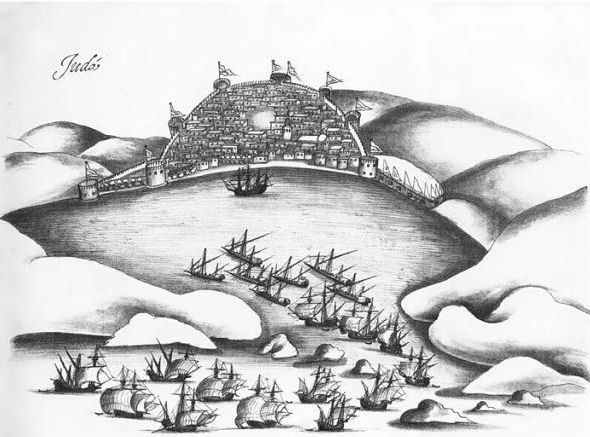
Djeddah en 1517 pendant une attaque portugaise.

En 1517, après avoir repoussé les invasions portugaises l'Empire ottoman se retourne contre l'empire Mamelouk et prend le contrôle du Hedjaz. Selim Ier, sultan ottoman, conquiert aussi l'Égypte et la Syrie, l'empire mamelouk tout entier est désormais sous domination ottomane. Le sultan devient le gardien des lieux saints de l'Islam après la soumission du Chérif de La Mecque. En 1525, l'héritier de Selim Ier, Soliman le Magnifique, prend conscience de l'importance stratégique de la ville de Djeddah et entreprend de nouvelles fortifications conséquentes pour la protéger des invasions. Ces fortifications comptent 6 tours de garde et 6 portes : la Porte de La Mecque à l'Est, la Porte du Maghreb à l'Ouest, la Porte du Chérif au Sud. Les autres portes, celles d'Al Bunt, du Sham et de Médine, sont orientées vers le nord.
Ahmed Al-Jazzar, le militaire ottoman connu pour son rôle dans le siège de Saint-Jean-d'Acre en 1799, passa la première partie de sa carrière à Djedda, où il tua en 1750 soixante-dix nomades qui se rebellaient contre l’exécution de leur chef Abdullah Beg. Ce fait lui valut pour le reste de sa vie le surnom de Jezzar ou boucher en arabe.

### Guerre saoudo-ottomane

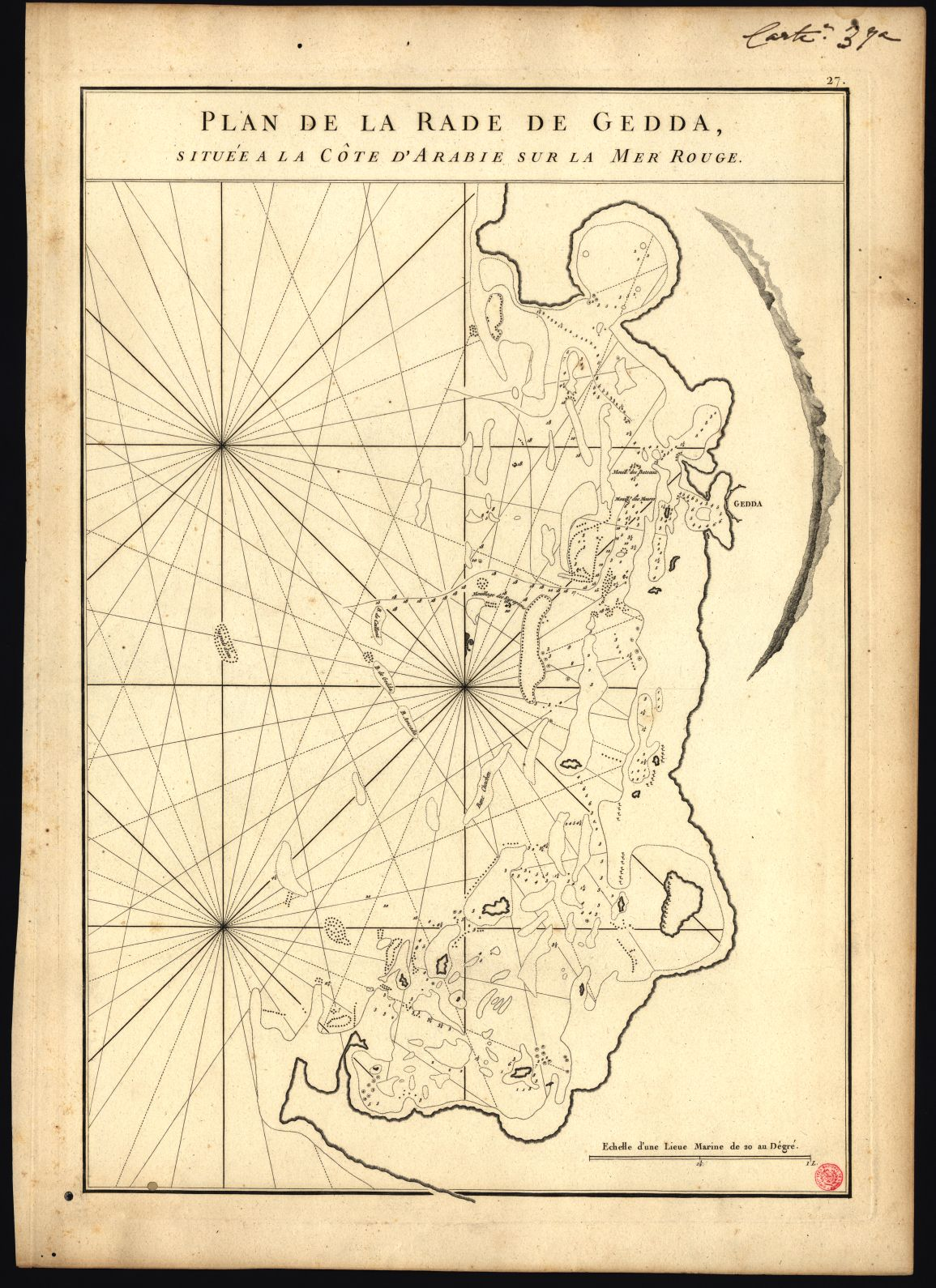
Plan de la rade de Djeddah, ca 1827.

Durant la seconde moitié du XVIIIe siècle, les tribus du Nejd et la dynastie al Saoud s'unissent pour créer le premier État saoudien. Alors qu'il suscitait l'hostilité des Ottomans contrôlant le Hedjaz et les lieux saints de l'Islam, ce premier État saoudien entre en confrontation directe avec l'empire turc. En 1802, les saoudiens détruisent Kerbala, une des villes saintes chiites. Après cette razzia, ils se donnent pour objectif de conquérir La Mecque ainsi que Djeddah. Ils y parviennent en 1803 avant d’être délogés en 1813 par le Chérif Pacha qui reprend le contrôle de la région avec l'appui du wali d’Acre, Ahmad Pacha al-Jazzar, à la suite d’une bataille décisive qui se déroule à Djeddah.
Dans les années 1700, le Hedjaz et ses villes principales dont Djeddah se vide de ses habitants à cause d'une famine qui sévissait dans la région, une pénurie due à au conflit entre l'armée ottomane et l'armée du Nejd qui s'affrontaient dans la region. 

### Royaume du Hedjaz
À la suite de sa reconquête par les Ottomans, Djeddah reste sous domination turque jusqu'à la Première Guerre mondiale. Mais l'empire est à l'agonie et dès le début du XIXe siècle, Djeddah est l’une des villes les plus importantes de la province indépendante du Hedjaz. En 1916, Djeddah bascule sous le contrôle du royaume hachémite et du Chérif Hussein ben Ali. Puis en 1925, Abdelaziz ben Abderrahmane Al Saoud, fondateur du troisième État saoudien, s'empare de la région du Hedjaz et l'intègre à ce qui forme à partir de 1932, le Royaume d'Arabie saoudite.

### Troisième royaume saoudien

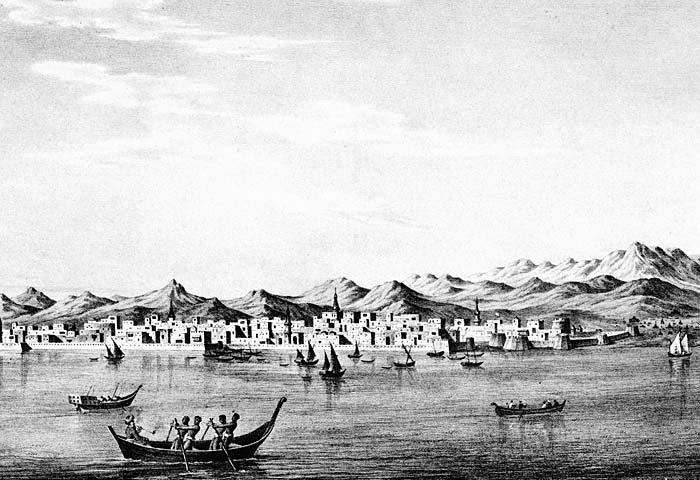
Djeddah en 1924.

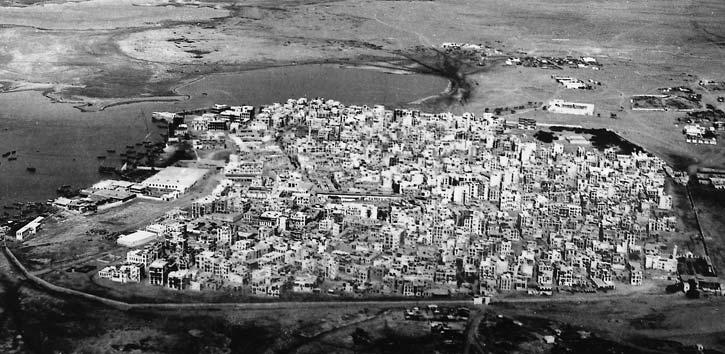
Djeddah en 1938.

Le 22 septembre 1932, les provinces du Nejd et du Hedjaz fusionnent pour donner naissance au Royaume d'Arabie saoudite. La capitale de la province nouvellement créée devient la Mecque et Djeddah perd son statut historique de ville politique. Cependant, tandis que l'Arabie saoudite s'ouvre progressivement aux relations internationales avec les autres États, Djeddah se trouve une place sur le plan diplomatique. Les États étrangers ouvrent leurs consulats et ambassades à Djeddah, ville réputée plus libérale que Riyad la conservatrice. Ce n'est que plus tard dans les années 1980 que les ambassades et les centres décisionnels sont transférés dans la capitale saoudienne qui se modernise,.

## Géographie et climat
Djeddah se situe dans la province du Hedjaz qui signifie littéralement « la barrière ». Ce nom provient d'une chaîne de montagne qui s'étend sur plus de 2000 kilomètres entre la Jordanie et le Yémen. Djeddah se situe sur la plaine côtière appelée Tihama qui désigne l’ensemble du littoral ouest de la péninsule arabique.
Le climat de Djeddah est de type désertique. Selon la classification de Köppen, le climat de Djeddah est de type BWh, un climat chaud et désertique. La température en hiver est élevée, allant de 15 °C à l'aube à 28 °C l'après-midi. Les températures estivales sont extrêmement chaudes, dépassant souvent les 43 °C dans l'après-midi et tombant à 30 °C dans la soirée. Les étés sont également très humides. Les précipitations à Djeddah sont clairsemées et se produisent en petites quantités en novembre et en décembre. Les orages violents sont fréquents en hiver. Les tempêtes de poussière se produisent en été et parfois en hiver, venant des déserts de la péninsule arabique ou d'Afrique du Nord.

## Économie
Djeddah est le siège d'institutions islamiques à l'instar de l'Organisation de la coopération islamique (OCI) et de la Banque islamique de développement. La ville dispose d'un port et d'un aéroport international pour l'accueil des pèlerins en route pour les lieux saints. Jusque dans les années 1950, le principal revenu économique de Djeddah était basé sur le droit de douane imposé aux pèlerins et aux marchandises. La ville connaît une très forte croissance à partir des années 1970 tout comme le reste du pays depuis que l'exploitation du pétrole s’est intensifiée. 70 % de la marchandise qui entre dans le pays par voie maritime transite par le port de Djeddah, ce qui en fait le port le plus important du pays.

## Transports
Djeddah possède l'aéroport international Roi-Abdelaziz qui est également l'aéroport desservant la Mecque pour les pèlerinages du Hajj. L'aéroport est situé à 30 kilomètres au nord du centre-ville. Sur le plan maritime, le port de Djeddah (en) est le plus important port saoudien et l'un des plus importants au monde, où transitent les marchandises venant d'Occident vers l'intérieur du pays. La ville constituait un relais sur la route des Indes. 
Depuis le 11 octobre 2018, la LGV Haramain est une ligne à grande vitesse qui relie La Mecque à Médine en passant par Djeddah. La ligne est équipée d'une double voie longue de 450 km sur laquelle les trains peuvent circuler à 320 km/h. La ligne ferroviaire compte cinq gares : deux gares terminales à La Mecque et Médine, une à Djeddah et une à l’aéroport international Roi-Abdelaziz.

## Urbanisme et architecture
Djeddah s'étend sur 80 kilomètres de littoral et se divise en plusieurs quartiers, une partie moderne et une partie plus ancienne. 

### Rues
La rue King Abdullah, l'une des rues les plus importantes de Djeddah, s'étend de King Fahd Road à l'ouest de Djeddah, jusqu'à l'extrémité est de la ville. Elle est réputée pour abriter de nombreux sièges d'entreprise, et se situe à proximité de la gare centrale de Djeddah. Dans cette rue, se situe le deuxième plus haut mât de drapeau du monde, qui culmine à une hauteur de 170 mètres.
Tahlia Street est une importante rue commerçante du centre de Djeddah, réputée pour ses grands magasins et boutiques haut de gamme. Elle est renommée « Prince Mohammad bin Abdul Aziz Road » par le gouvernement, mais ce nom officiel n'est pas très utilisé.

### Quartier d'Al Balad
Al Balad (المدينة, littéralement « la ville ») a été fondé au VIIe siècle et constitue le centre historique de Djeddah. La spécificité architecturale de ce quartier sont les bâtiments historiques qui disposent de balcons en bois caractéristiques. Les efforts de préservation de ce patrimoine architectural sont entamés dans les années 1970. En 1991, la municipalité de Djeddah fonde la Société de préservation historique de Djeddah afin de préserver l'architecture et la culture historique d'al Balad. En 2009, al Balad est nommé par la Commission saoudienne du tourisme et des antiquités pour être inscrit sur la liste du patrimoine mondial de l'UNESCO; dont elle fait ainsi partie depuis 2017.
Al Balad est divisé en plusieurs quartiers qui ont hérité leurs noms de leur emplacement géographique dans la ville ou pour certains événements célèbres dont ils ont été témoins : Haret Al Mazloom, Haret Al-Sham, Haret Al Yemin, Haret Al Bahr, Krintena Hara, Haret Al million Tifl.

### Monuments

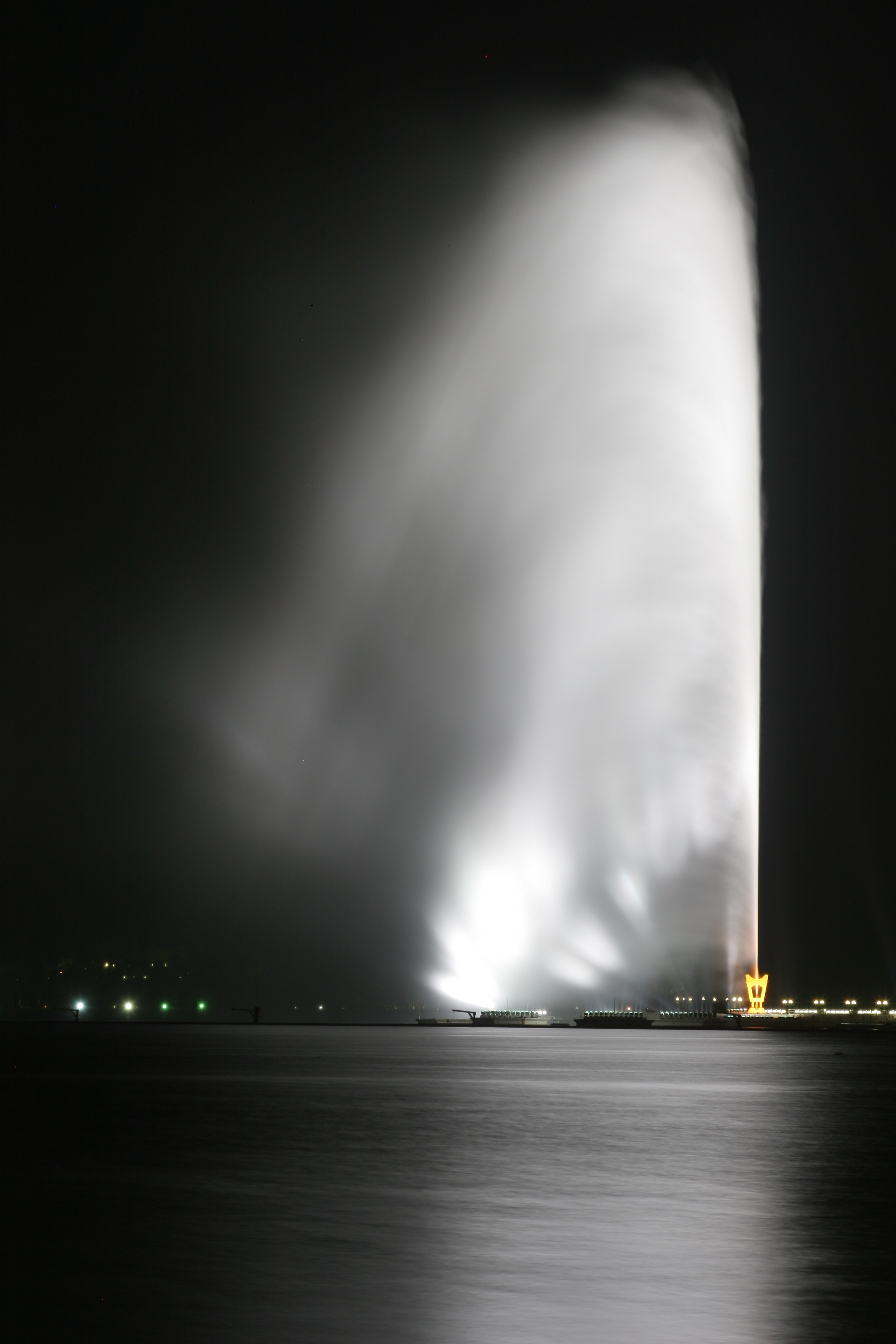
Le jet d'eau du roi Fahd.

Pendant le boom pétrolier à la fin des années 1970 et 1980, le maire de la ville de l'époque, Mohammed Said Farsito, amène l'art dans les espaces publics de Djeddah. Jeddah contient un grand nombre de sculptures et d'œuvres d'art moderne, généralement situées dans des ronds-points. Les sculptures comprennent des œuvres de Jean Arp, César Baldaccini, Alexander Calder, Henry Moore, Joan Miró et Victor Vasarely. Dans le cadre d'un accord avec la France, l'Arabie saoudite se lance en 2018 dans la construction d'un opéra à Djeddah.
La fontaine du roi Fahd est le jet d'eau est le plus haut du monde avec 312 mètres de hauteur les jours de vent favorable. Construite dans les années 1980 selon le modèle déjà existant à Genève, la fontaine du roi Fahd est mise en service en 1985.
La porte de la Mecque, appelée « Porte du Coran » (بوابة مكة), est située à 60 km de Djeddah, sur la route Makkah Mukkarram de l'autoroute reliant Djeddah à La Mecque. La porte matérialise la limite de la zone haram de la ville de La Mecque, à partir de laquelle les non-musulmans ne sont pas admis. Cette porte est conçue en 1979 par le designer saoudien Dia Aziz Dia. La structure géante représente un livre, le Coran, posé sur un repose-livre.

### Gratte-ciel
Quelques-uns des gratte-ciel de la ville :
- Tour NCB (126 mètres) ;
- Tour IDB : (104 mètres) ;
- Tour Al Jawharah (187 mètres) ;
- Tour King Road (170 mètres) ;
- Jeddah Tower, construction à l'arrêt en 2021[32] (plus de 1 000 mètres prévus).

### Mosquées
De nombreuses mosquées historiques sont présentes dans le quartier d'al Balad. La mosquée d'Othmân ibn Affân, située dans le quartier Al Mazloom, est surnommée la mosquée d'ébène car deux poteaux d'ébène soutiennent sa structure. Elle dispose d’un minaret construit au cours du XVe siècle. Les mosquées Akash et Al Mem'ar, construites au XIVe siècle, sont toujours en activité grâce aux dons des fidèles. La mosquée al Rahma, construite en 1985 dans le district d'Al Shatti du quartier d'al Balad, occupe une superficie de 1670 m² dont une partie se trouve sur pilotis au-dessus de la mer, et peut accueillir plus de 300 fidèles. La mosquée Al Pacha, située à Haret al-Sham, est construite par un pacha turc, Baker, qui est nommé chef de Djeddah en 1735. Cette mosquée est dotée d'un style particulier de minaret qui en fait un monument archéologique de la ville. Le vieux minaret est resté ainsi jusqu'en 1978 lorsqu’il fut démoli et remplacé par un nouveau minaret.
La mosquée du roi Fahd, construite en 1986, est connue pour son architecture typiquement marocaine, bien distincte des autres mosquées du Royaume saoudien. La mosquée du roi Saoud est la plus grande mosquée de Djeddah. Construite en 1987, elle couvre une superficie de 9700 m². Parmi ses nombreux dômes, le plus grand a une envergure de 20 mètres et atteint une hauteur de 42 mètres.

### Musées
Fondé en 1996 et situé au centre-ville, le musée Abdul Raouf Khalil propose une vaste collection d'objets et d'artefacts appartenant aux Turcs ottomans et aux tribus de pêcheurs, premiers habitants de la région.

### Complexes sportifs
Le stade Roi-Abdallah (مدينة الملك عبدالله الرياضية) est situé à environ 60 kilomètres au nord de Djeddah. Construit en 2012, le stade dispose d'une capacité de 62.241 places. C’est le deuxième plus grand stade d'Arabie saoudite après le stade international du Roi-Fahd à Riyad.  
Le circuit urbain de Djeddah a accueilli le premier Grand Prix d'Arabie Saoudite de Formule 1, disputé de nuit, du 3 au 5 décembre 2021.

## Enseignement
Liste des universités et instituts de Djeddah : 
- Université du roi Abdulaziz ;
- Prince Sultan College For Tourism and Business ;
- Effat College ;
- Dar Al-Hekma College ;
- College of Business Administration (CBA) ;
- Prince Sultan Aviation Academy ;
- Jeddah College of Technology ;
- Jeddah Teacher's College ;
- College of Telecom & Electronics ;
- Jeddah Private College ;
- Jeddah College of Health Care ;
- Ibn Sina National College for Medical Studies ;
- Batterjee Medical College.

## Personnalités liées à la ville
- Ali Al Tantawi (1909-1999), juriste, universitaire, auteur, présentateur et activiste politique
- Thuraya Muhammad Qabil (née en 1943), première femme poétesse du Hedjaz à publier un recueil de poèmes
- Ghaleb Bencheikh (né en 1960), physicien franco-algérien
- Majid ben Abdullah Al Qasabi (né en 1960), ingénieur et homme politique
- Raha Moharrak (née en 1986), première Saoudienne à avoir gravi l'Everest
- Dana Awartani (née en 1987), artiste palestino-saoudienne
- Saud Abdulhamid (né en 1999), footballeur saoudien

## Jumelages
Djeddah est jumelée avec de nombreuses villes étrangères, qui ont été sélectionnées sur des critères économiques, culturels et politiques.
- Adana (Turquie)
- Alexandrie (Égypte)
- Almaty (Kazakhstan)
- Amman (Jordanie)
- Bakou (Azerbaïdjan)
- Le Caire (Égypte)
- Casablanca (Maroc)
- Dubaï (Émirats arabes unis)
- Istanbul (Turquie)
- Jakarta (Indonésie)
- Johor Bahru (Malaisie)
- Karachi (Pakistan)
- Oran (Algérie)
- Kazan (Russie)
- Mary (Turkménistan)
- Odessa (Ukraine)
- Och (Kirghizistan)
- Oujda (Maroc)
- Plovdiv (Bulgarie)
- Rio de Janeiro (Brésil)
- Shimonoseki (Japon)
- Saint-Pétersbourg (Russie)
- Stuttgart (Allemagne)
- Taipei (Taïwan)
- Tunis (Tunisie)
- Xi'an (Chine)